# قاضي الغرام (فلم)
قاضي الغرام هو فيلم مصري عرض عام 1962، بطولة عبد السلام النابلسي ونادية لطفي وحسن يوسف ولبلبة، من تأليف أبو السعود الإبياري ومن إخراج حسن الصيفي.

## قصة الفيلم
مدحت صحفي شاب يرد على رسائل القراء والقارئات، ويحل لهم مشاكل في باب قاضي الغرام، يحاول زميله صبري أن يعرف أسرار القارئات من أجل اصطياد الفتيات، لكن مدحت يقف له بالمرصاد، يقع مدحت في مشكلة عاطفية مع منى إحدى صاحبات الرسائل، التي تشغله بخطاباتها، ثم تطلب مقابلته.

## طاقم التمثيل
- عبد السلام النابلسي: (مدحت)
- نادية لطفي: (منى)
- حسن يوسف: (صبري)
- لبلبة: (ليلى)
- ميمي شكيب: (انشراح - والدة منى)
- عدلي كاسب: (عاصم - والد منى)
- زينات صدقي: (أنوسة)
- محمود فرج: (زوج أنوسة)
- بدر الدين جمجوم: (صديق صبري)
- فهمي أمان: (محسن أبو المحاسن - العريس)
- نبيلة السيد: (عزيزة - الخادمة)
- محمد شوقي: (والد ليلى)
- ماري عز الدين: (والدة ليلى)
- محسن حسنين: (المزين)
- عبد المنعم إسماعيل: (الشاويش)
- كرستينا هيلين: (راقصة)
- سوزي خيري: (راقصة)
- عبد الحليم حافظ: (ضيف شرف بشخصيته الحقيقية)
- زيزي البدراوي: (العروسة - ضيفة شرف)
- عبد العظيم كامل: (والد العروسة)
- عزيزة حلمي: (والدة العروسة)

## فريق العمل
- إخراج: حسن الصيفي
- تأليف: أبو السعود الإبياري
- مدير التصوير: مسعود عيسى
- مونتاج: ألبير نجيب
- إنتاج: أفلام أديب جابر
- توزيع: أفلام صوت الفن